# Dominique Grange
Dominique Grange (Aix-les-Bains, 1 januari 1940) is een Frans singer-songwriter en militante.
Vanaf 1962 werd Grange bekend door eenvoudige popsongs en televisieoptredens. De Parijse studentenopstand en de arbeidersstakingen van 1968 zorgden voor een ommekeer in haar leven. Grange richtte zich vanaf toen op protestteksten. Ze werd actief binnen de maoïstische organisatie Gauche prolétarienne, waarvoor ze in 1970 het lied Nous sommes les nouveaux partisans schreef.
In 2017 vertelde Grange dat ze zichzelf niet beschouwt als een zanger die een activist is, maar als een activist die zingt.

## Levensloop

### Jeugd en eerste succes
Grange groeide op in Lyon in een gezin van zes kinderen. De ouders van Grange waren linkse christenen en haar vader, Jean-Pierre Grange, werkte als oogchirurg. Grange werd tijdens haar middelbareschooltijd beïnvloed door haar filosofieleraar Jeannette Colombel. Colombel was destijds lid van de Franse Communistische Partij. Grange verspreidde toentertijd pamfletten tegen racisme en voor vrede in Algerije.
In 1958 behaalde Grange met goed gevolg het baccalaureaat en vertrok naar Parijs. Ze schreef zich in aan de Nationale School voor Tolken en Vertalers aan de Sorbonne.
Begin jaren zestig begon Grange een carrière als zangeres. Tussen 1962 en 1964 bracht ze drie ep's uit op het label Bel Air. Samen met Guy Béart nam ze het duet Le trou dans le seau op, en trad ze op in de tv-show Bienvenue chez Guy Béart.

### 1968 en intensivering activisme
De studentenopstand en de arbeidersstakingen van 1968 veroorzaakten een verandering in het leven van Dominique Grange. Ze beëindigde haar contract bij Guy Béart en volgde Leny Escudero’s oproep aan artiesten om mee te doen aan de opstand en de arbeiders in de strijd te steunen. Op 13 mei 1968 werd daartoe het CRAC (Comité Révolutionnaire d’Agitation Culturelle) opgericht door onder meer de komiek Coluche en Dominique Grange.
Grange sloot zich aan bij een maoïstische organisatie: de Gauche prolétarienne (GP). Deze organisatie stuurde haar leden naar fabrieken om daar de arbeidersopstanden te steunen. Dominique Grange 'vestigde' zich in een fabriek in de buitenwijken van Nice. Daar schreef ze het lied Nous sommes les nouveaux partisans.
Op 29 oktober 1971 werd in Parijse wijk Goutte d'Or gedemonstreerd tegen de moord op Djilali Ben Ali, een Algerijnse tiener die werd doodgeschoten door een conciërge. Dominique Grange kwam tijdens die demonstratie in botsing met de politie. Ze werd gearresteerd en twee weken preventief vastgehouden in de gevangenis van Petite-Roquette in Parijs. Grange kreeg een veroordeling voor geweld tegen en belediging van de wetshandhavers, tevens kreeg ze zes extra weken gevangenisstraf.

### Onderduikperiode
In 1972 raakt Grange, als gevolg van een fout bij het fabriceren van molotovcocktails, ernstig verbrand aan de hoofdhuid, de handen en het gezicht. Het appartement waar de productie van de molotovcocktails plaatsvond werd verwoest. Grange en haar kameraden ontvluchtten daarna het appartement. Haar auto, die in de buurt was geparkeerd was en die haar tas en haar papieren bevatte, werd door de politie in beslag genomen. Grange dook onder en nam de schuilnaam Catherine Martin aan.
Tijdens haar onderduikperiode voorzag Grange in haar levensonderhoud door vertaalwerkzaamheden. Ze verbleef enige tijd in België en daarna in appartementen in Parijs. Ook werkte ze een tijdje als verkoopster onder haar valse identiteit.

### Vervolg muzikale carrière
Vanwege een besluit haar niet verder te vervolgen kreeg Grange in 1975 haar papieren terug en kon ze haar oorspronkelijke naam weer aannemen. Ze hervatte haar werk als vertaler en kreeg in 1977 een baan bij het stripweekblad BD. Daar ontmoette ze Jacques Tardi, een striptekenaar die haar aanmoedigde om haar pen en gitaar weer ter hand te nemen om liedjes te schrijven. In 1982 kwam haar eerste elpee, met de titel Hammam Palace, uit. In 1983 trouwde ze met Tardi. Later adopteerden Grange en Tardi vier kinderen die in Chili waren geboren.
Dominique Grange bleef muzikaal actief. In 2003 nam Grange het album L’Utopie toujours op, een hommage aan de zanger François Béranger. Vervolgens, in 2008, verscheen N’effacez pas nos traces, een album ter gelegenheid van de veertigste verjaardag van de opstand van mei 1968.
In 2016 verscheen de strip Le Dernier Assault van Tardi. Bij dit album was een cd ingesloten met protestliederen die waren geschreven, gecomponeerd en gearrangeerd door Dominique Grange en de muzikanten van Accordzéâm.
In 2021 publiceerde Grange een semi-autobiografische graphic novel, getekend door Jacques Tardi, met de titel Élise et les Nouveaux Partisans.

## Selectieve discografie

### Singles[5]
- Nous sommes le nouveaux partisans (1970)
- Gueule noir (1981)

### Ep's
- Je ne suis plus ton copain (1963)
- Cinq-en-tin (1963)
- Si le soleil s’en va (1964)
- Les Jeanne D'Arc (1967)
- La pègre (1968)

### Albums
- Hammam palace (1981)
- L’utopie toujours (2003)
- N’effacez pas nos traces (2008)
- Des lendemains qui saignent (2009)

- Bibliothèque nationale de France: cb11905691v (data)
- Gemeinsame Normdatei: 1129611000
- International Standard Name Identifier: 0000 0001 0901 8889
- Library of Congress Control Number: n85126764
- MusicBrainz: 12ba8329-f6e2-4e3f-9c5e-8e310d8ad552
- Nederlandse Thesaurus van Auteursnamen: 073495115
- Système universitaire de documentation: 026900513
- Virtual International Authority File: 54148462
- WorldCat: E39PBJq6Vgj9WJv9wgx99Gw3cP